# Scelolyperus transitus
Scelolyperus transitus är en skalbaggsart som först beskrevs av Horn 1893.  Scelolyperus transitus ingår i släktet Scelolyperus och familjen bladbaggar. Inga underarter finns listade i Catalogue of Life.